# Kruszyna (Barłogi)
Kruszyna – część wsi Barłogi w Polsce położona w województwie wielkopolskim, w powiecie kolskim, w gminie Grzegorzew.
W latach 1975–1998 Kruszyna administracyjnie należała do województwa konińskiego.